# Íþróttabandalag Akraness (piłka nożna kobiet)
Íþróttabandalag Akraness – kobieca sekcja piłki nożnej islandzkiego klubu sportowego Íþróttabandalag Akraness, mający siedzibę w mieście Akranes, na zachodzie kraju, występujący w latach 1973–1974, 1979, 1981–2000, 2005, 2014 i 2016 w rozgrywkach Besta deild.

## Historia
Chronologia nazw:
- 1973: Íþróttabandalag Akraness

Kobieca drużyna piłkarska Íþróttabandalag Akraness została założona w Akranes na początku 1973 roku jako sekcja klubu sportowego Íþróttabandalag Akraness. W sezonie 1973 drużyna startowała w pierwszych rozgrywkach 1. deild, zajmując drugie miejsce w grupie B. W półfinale jednak przegrała 0:2 z Ármann. W następnym sezonie zwyciężyła w grupie A, ale potem w finale przegrała 0:1 z FH i została wicemistrzem. Potem klub zrezygnował z występów ligowych. W 1979 roku ponownie startował w 1. deild, ale potem znów opuścił sezon. Dopiero od 1981 roku regularnie występował na najwyższym poziomie. W 1984, 1985 i 1987 klub zdobywał tytuł mistrza kraju. W 2000 zespół zajął bezpieczne 6.miejsce, ale z powodów finansowych zrezygnował z występów ligowych, startując jedynie w Pucharze kraju. Po 4 latach klub dołączył do 1. deild, który od 1995 była już drugim poziomem w hierarchii islandzkiej piłki nożnej. W 2005 znów zagrał na najwyższym poziomie, ale po zajęciu ostatniego 8.miejsca został zdegradowany do 1. deild, jednak na kolejne dwa sezony wycofał się z rozgrywek ogólnokrajowych. W 2008-2009 ponownie klub startował w 1. deild, po czym po raz kolejny opuścił dwa sezony. Od 2012 klub regularnie występował w rozgrywek ligowych na drugim poziomie. W 2014 i 2016 zagrał w Úrvalsdeild, ale nie utrzymał się i spadł z powrotem do 1. deild. W 2021 zespół zajął 10.pozycję i po raz pierwszy spadł do 2. deild, wracając do drugiego poziomu po dwóch sezonach.

## Barwy klubowe, strój, herb, hymn
|  |  |

Klub ma barwy żółto-czarne. Piłkarki domowe spotkania zazwyczaj grają w żółtych koszulkach, czarnych spodenkach oraz czarnych getrach.

## Sukcesy

### Trofea międzynarodowe
Do chwili obecnej klub jeszcze nigdy nie zakwalifikował się do rozgrywek europejskich.

### Trofea krajowe
| \| \| Zdobyte trofea w rozgrywkach Islandii (stan na: 31-12-2023) \| |                                                             |      |                                    |
| Rozgrywki                                                            | Osiągnięcie                                                 | Razy | Sezon(y)                           |
| Mistrzostwo                                                          | I miejsce                                                   | 3    | 1984, 1985, 1987                   |
| Mistrzostwo                                                          | II miejsce                                                  | 5    | 1974, 1981, 1989, 1990, 1992       |
| Mistrzostwo                                                          | III miejsce                                                 | 6    | 1973, 1983, 1986, 1991, 1995, 1996 |
| Puchar                                                               | zdobywca                                                    | 4    | 1989, 1991, 1992, 1993             |
| Puchar                                                               | finalista                                                   | 6    | 1983, 1984, 1985, 1987, 1988, 1990 |
| Superpuchar                                                          | zdobywca                                                    | 1    | 1992                               |
| Superpuchar                                                          | finalista                                                   | 2    | 1993, 1994                         |
| II liga                                                              | I miejsce                                                   | 1    | 2015                               |
| II liga                                                              | II miejsce                                                  | 2    | 2004, 2013                         |
| II liga                                                              | III miejsce                                                 | 2    | 2012, 2018                         |
| Islandia                                                             | Zdobyte trofea w rozgrywkach Islandii (stan na: 31-12-2023) |      |                                    |

- 2. deild (III poziom):
  - wicemistrz (1): 2023

## Poszczególne sezony

### Rozgrywki międzynarodowe

#### Europejskie puchary
Klub nie uczestniczył w rozgrywkach europejskich.

### Rozgrywki krajowe
| \| Islandia \| Bilans występów klubu w rozgrywkach piłkarskich Islandii (Stan na 31 grudnia 2023 r.) \| \| |                                                                                       |        |       |   |   |   |    |    |     |                                                      |        |        |      |
| Poziom | Rozgrywki                                                                             | Sezony | Mecze | Z | R | P | B+ | B– | Pkt | Lata                                                 | Awanse | Spadki | Naj. |
| I | 1. deild / Úrvalsdeild / Besta deild                                                  | 26     |       |   |   |   |    |    |     | 1973–1974, 1979, 1981–2000, 2005, 2014, 2016         | 0      | 6      | 1    |
| II | 2. deild / 1. deild                                                                   | 11     |       |   |   |   |    |    |     | 2004, 2008–2009, 2012–2013, 2015, 2017–2021, od 2024 | 3      | 1      | 1    |
| III | 2. deild                                                                              | 2      |       |   |   |   |    |    |     | 2022–2023                                            | 1      | 0      | 2    |
| | Puchar Islandii                                                                       | 40     |       |   |   |   |    |    |     | 1982–2005, od 2008                                   | 0      | 0      | 1    |
| | Superpuchar Islandii                                                                  | 3      |       |   |   |   |    |    |     | 1992, 1993, 1994                                     | 0      | 0      | 1    |
| Islandia                                                                                                   | Bilans występów klubu w rozgrywkach piłkarskich Islandii (Stan na 31 grudnia 2023 r.) |        |       |   |   |   |    |    |     |                                                      |        |        |      |

## Piłkarki, trenerzy, prezydenci i właściciele klubu

### Trenerzy
...
- 2016:  Þórður Þórðarson

...
- od 2022:  Magnea Guðlaugsdóttir

## Struktura klubu

### Stadion
Drużyna rozgrywa swoje mecze domowe w Akranes na stadionie Norðurálsvöllurinn, który może pomieścić 5.550 widzów (1.050 siedzących).

## Kibice i rywalizacja z innymi klubami

### Derby
- KR